# معركة مضيق كيرتش (1790)
معركة مضيق كيرتش (بالإنجليزية: Battle of Kerch Strait)‏ هي معركة بحرية بين اسطول الدولة العثمانية والأسطول الروسي من جانب آخر ووقعت هذه المعركة يوم 19 يوليو 1790 قرب مضيق كيرتش - القرم وذلك خلال أحداث الحروب العثمانية الروسية الممتدة في الفترة من عام 1787 واستمرت لعام 1792 وكانت المعركة نصرا الإمبراطورية الروسية.